# Marilyn Douala Bell
Marilyn Douala Bell (Duala, 1957) é uma princesa camaronesa, descendente de Rudolf Douala Manga Bell, rei do povo Duala, enforcado pelos alemães de Kamerun, em 8 de agosto de 1914. É socioeconomista de formação e preside o "Centro de arte contemporânea Doual'art", que ela fundou, em 1991, com seu marido, Didier Schaub.

## Vida pessoal e formação
Nasceu, em 1957, em Duala, no departamento de Vuri, na região do Litoral de Camarões.
É filha de René Douala Manga Bell, príncipe dos povos Sawas e Duala, então rei de Duala, de setembro de 1966 a 5 de novembro de 20122. Seu bisavô, Rudolf Duala Manga Bell, rei de Duala, de 1908 a 1913, foi o líder resistente da colônia alemã Kamerun. Denunciado por Ibrahim Njoya, rei dos Bamouns, foi preso e enforcado pelos alemães, em 8 de agosto de 1914.
Frequentou a Universidade Paris Nanterre, em Paris, onde completou um mestrado em economia do desenvolvimento e conheceu seu marido, o historiador de arte Didier Schaub. Depois de se casarem, em 1986, voltaram para a cidade natal de Bell, Duala.
Começou sua carreira ainda em Paris.

## Ação no mundo cultural e artístico
Em 1991, ela e o marido fundaram o Centro de arte contemporânea Doual'art (em francês: Centre d'art contemporain Doual'art), que ela preside. O centro está localizado em La Pagode, uma antiga residência dos reis Douala Bell. É um "laboratório experimental de novas práticas urbanas em cidades africanas, orientado para o acompanhamento e apoio de artistas que se interessam, através das suas pesquisas e práticas, pelas questões urbanas".
Em 2007, eles criaram o Salão Urbano de Duala (salon urbain de Douala), um festival de arte pública que acontece a cada três anos.
Contribui em conferências, em particular sobre instituições culturais independentes e sobre transformações artísticas e urbanas, nomeadamente no Kenya Workshop de 2010, organizado pela Fundação Mondriaan e no Curating in Africa Symposium no museu Tate Modern, em Londres.
Foi curadora da exposição "Hey Hamburg! Do you know Duala Manga Bell? " (em funcionamento até 31 de dezembro de 2022) no Museum am Rothenbaum Kulturen und Künste der Welt (MARKK), de Hamburgo, na Alemanha, inaugurada em abril de 2021.

## Publicações
- 1984: Douala in Translation. A view of the city and its creative transformative potentials - episode publishers (em inglês) – Bell, Marilyn Douala & Babina, Lucia – Roterdã (2007) – ISBN 978-90-5973-071-7
- 1997: Lexique du développement à la base (em francês) – Éditions APICA (1997)
- 2007: La crise structurelle des économies minières africaines : les enseignements des années 70 (em francês) – Universidade de Sussex (Institute of Development Studies, 1984)

## Prêmios
- 2021: "Medalha Goethe" por aceitar a história colonial alemã em Camarões e fortalecer a identidade camaronesa[14][15][16]

## Didier Schaub

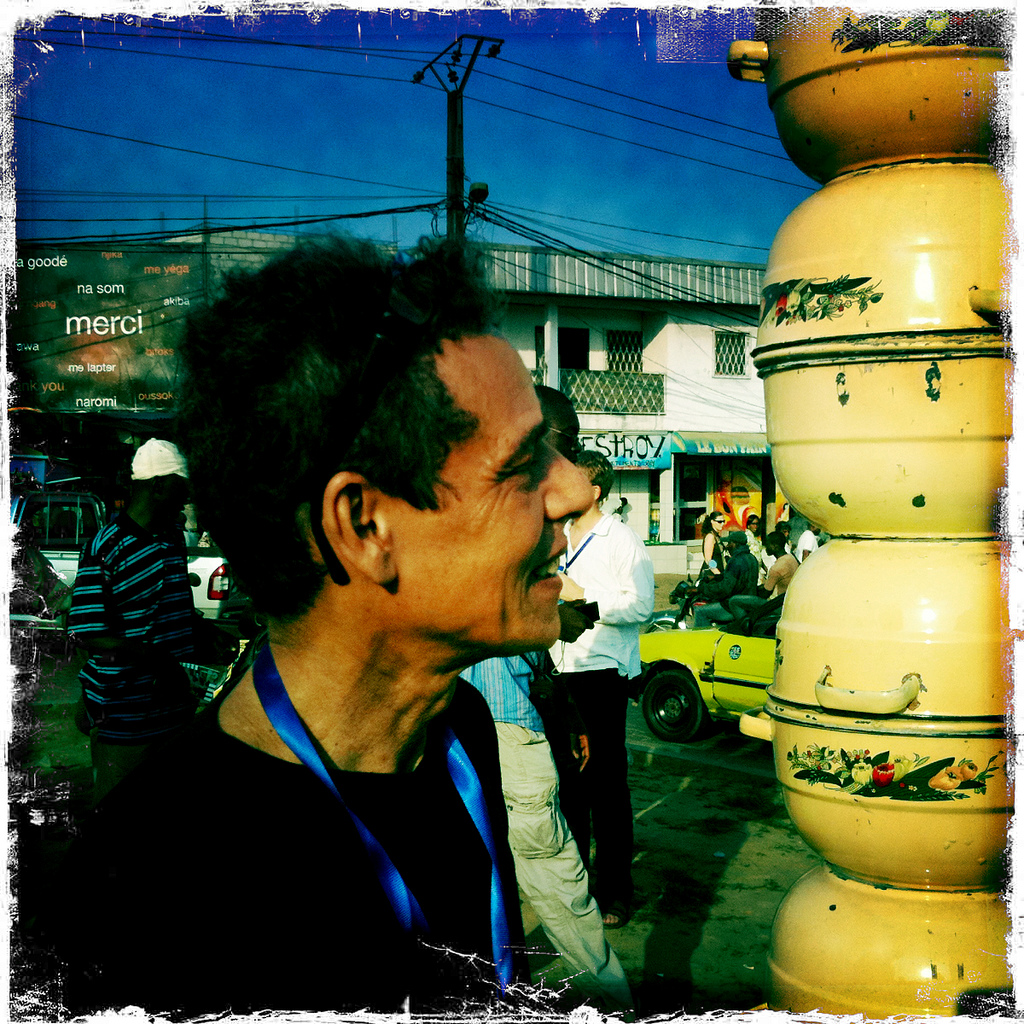
Didier Schaub, no Salon urbain de Douala (SUD), em 2010.

Seu marido, Didier Schaub, nascido em Nice, na França, em 20 de agosto de 1952, morreu em 11 de novembro de 2014, em Paris.